# تن روهورتیر یکم
تَن روهورَتیر یکم (به انگلیسی: Tan-Ruhuratir) یا تن روخوراتیر یکی از شاهان ایرانی در دورهٔ ایلام از خاندان سیماشکی بود.
در فهرست رسمی شاهان سیماشکی، وی هشتمین شاه است. در زمان پادشاهی پدرش حاکم شوش بود و در همین زمان با مکوبی دختر بیله لمه شاه اشنونا ازدواج کرد. سپس شاه سیماشکی شد. او همراه با پدرش کارهای عمرانی زیادی در شوش بر جای گذاشت.

## کتابشناسی
- قشقائی، حمیدرضا، گاهنمای ایلامیان، تهران، اوگان، ۱۳۹۰.
- کامرون، جرج، ایران در سپیده دم تاریخ، ترجمهٔ حسن انوشه، تهران، علمی و فرهنگی، ۱۳۷۲.
- مجیدزاده، یوسف، تاریخ و تمدن ایلام، تهران، مرکز نشر دانشگاهی، ۱۳۷۰.
- هینتس، والتر، دنیای گمشدهٔ ایلام، ترجمهٔ فیروز فیروزنیا، تهران، علمی و فرهنگی، ۱۳۷۱.
- Potts, D. T. , The Archaeology of Elam, Cambridge University Press, 1999.
- The Cambridge Ancient History (CAH) vol. 1 part 2.
- Vallat , François. Elam: The History of Elam. Encyclopaedia Iranica , vol. VIII pp. 301-313. London/New York , 1998.